# Trachemys taylori
Trachemys taylori is een schildpad uit de familie moerasschildpadden (Emydidae).

## Naamgeving
De soort werd voor het eerst wetenschappelijk beschreven door John Marshall Legler in 1960. Oorspronkelijk werd de wetenschappelijke naam Pseudemys scripta taylori gebruikt. De wetenschappelijke soortnaam taylori is een eerbetoon aan de Amerikaanse herpetoloog Edward Harrison Taylor (1889–1978). Trachemys taylori behoorde lange tijd tot het geslacht Chrysemys, waardoor de verouderde wetenschappelijke naam in de literatuur wordt gebruikt.

## Uiterlijke kenmerken
De schildpad bereikt een maximale schildlengte tot 22 centimeter. De schildpad heeft een rode vlek achter het oog, net als de roodwangschildpad. Juvenielen hebben zwarte, lichtomzoomde vlekken op het schild, die vervagen naarmate de dieren ouder worden.

## Verspreidingsgebied
Trachemys taylori komt endemisch voor in Mexico en alleen in de deelstaat Coahuila de Zaragoza. Het is een bewoner van rivieren en andere zoete wateren.